# Лошонци, Давид
Давид Лошонци (венг. Dávid Losonczi; 1 января 2000) — венгерский борец греко-римского стиля, чемпион мира, чемпион Европы 2025 года.

## Карьера
В начале ноября 2021 года в Белграде он принимал участие на чемпионате мира среди молодёжи до 23 лет, где дошёл до финала, в котором уступил россиянину Александру Комарову. В сентябре 2022 года на чемпионате мира в Белграде, он дошёл до полуфинала, в котором проиграл Зурабу Датунашвили из Сербии, однако, выиграл в схватке за бронзовую медаль у Алекса Кессидиса из Швеции. 23 сентября 2023 года на чемпионате мира в Белграде одолев в полуфинале Семёна Новикова из Болгарии со счётом 10:0 он вышел в финал, в котором на следующий день уступил Али Ченгизу из Турции. Однако, 15 ноября 2023 года Объединённый мир борьбы признал, что была допущена серьёзная судейская ошибка, изменившая исход этой схватки. Таким образом, UWW объявил обоих борцов победителями состязаний и вручил золотую медаль Давиду Лошонци.
В апреле 2025 года на чемпионате Европы в Братиславе в весовой категории до 87 кг завоевал золотую медаль. В финальной схватке одолел соперника из Болгарии Семёна Новикова.

## Достижения
- Чемпионат мира по борьбе среди спортсменов до 23 лет 2021 — ;
- Чемпионат мира по борьбе 2022 — ;
- Чемпионат мира по борьбе 2023 — ;
- Чемпионат Европы по борьбе 2025 — ;